# Synagoge Bad Rappenau

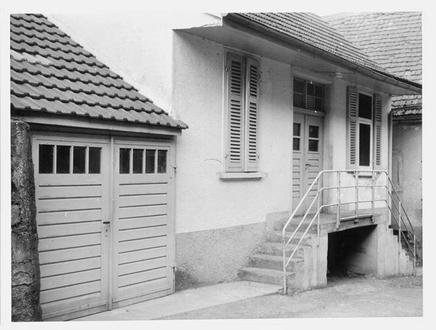
Synagoge Bad Rappenau (1962), Foto beim Landesarchiv Baden-Württemberg

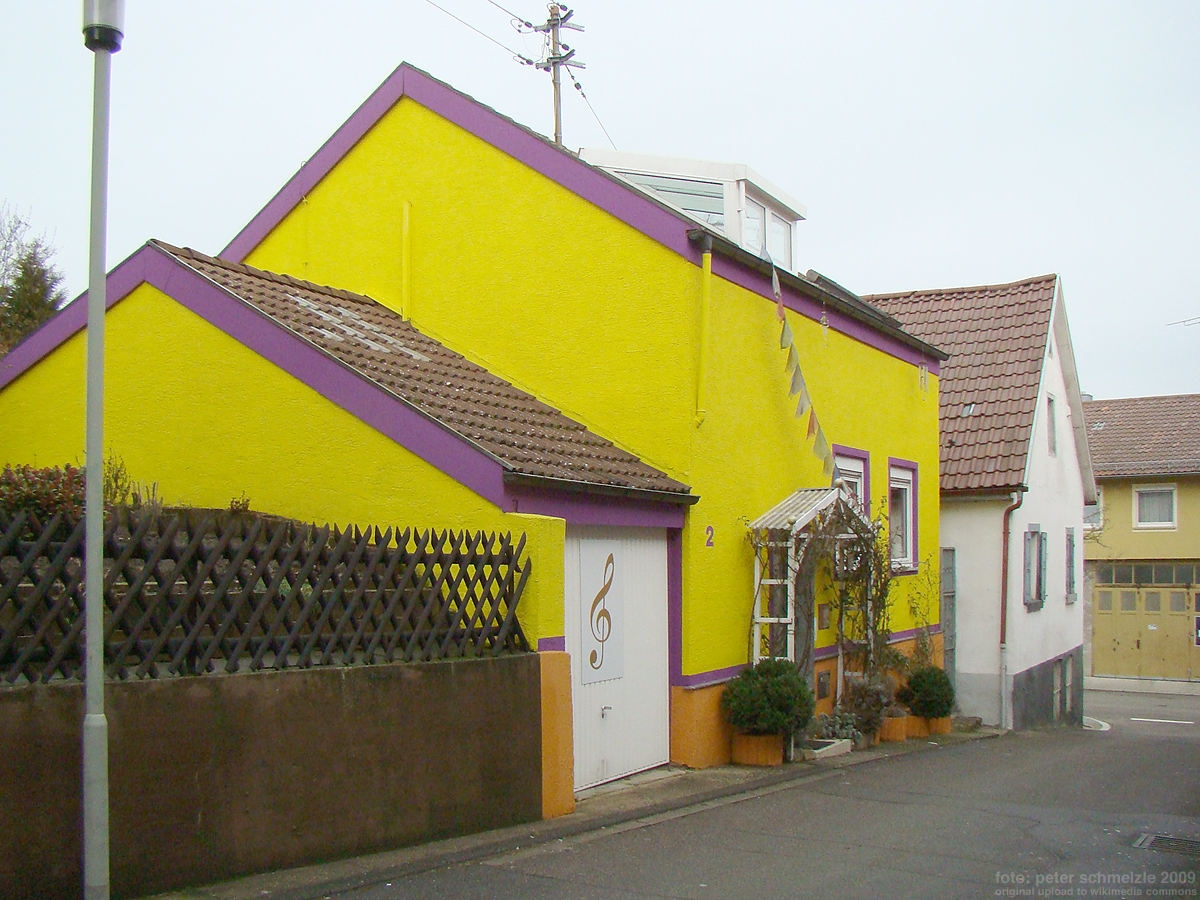
Heutige Bebauung des Synagogengrundstücks (Foto von 2009)

Die Synagoge in Bad Rappenau im Landkreis Heilbronn im nördlichen Baden-Württemberg wurde 1843/44 von der Jüdischen Gemeinde Bad Rappenau erbaut. Das Haus wurde 1937 im Zuge der Auflösung der jüdischen Gemeinde verkauft, danach zur Milchsammelstelle umgebaut und später zu einem Wohnhaus erweitert. An die einstige Verwendung als Synagoge erinnert an dem Gebäude nichts mehr.

## Geschichte
Die arme und nur wenige Familien umfassende jüdische Gemeinde in Rappenau hielt ihre Gottesdienste zu Beginn des 19. Jahrhunderts noch in einem Privathaus ab. Der Wunsch nach einer Synagoge scheiterte 1816 noch an der Mittellosigkeit der Gemeinde. 1843/44 war die Gemeinde dann in der Lage, im Gewann Hinter dem Dorf (heute: Am Schafgarten 2) eine kleine Synagoge zu errichten. Der erste Plan für das Bauwerk stammte von dem Zimmermeister Freudenberger, wurde jedoch aus verschiedenen Gründen von der badischen Regierung abgelehnt. Man bemängelte die schlichte Ausführung und die fehlende Mikwe (rituelles Bad). Der Bau erfolgte dann für die Baukosten von 1300 Gulden nach Plänen von Salinenbauinspektor Fritschi und enthielt vermutlich auch die zuvor angemahnte Mikwe. Nachdem die Gemeindegröße infolge von Ab- und Auswanderung von 81 Personen im Jahr 1875 auf nur noch zehn Personen 1933 zurückgegangen war, endeten vermutlich schon Mitte der 1930er Jahre die Gottesdienste in der Synagoge. Als die Gemeinde im Oktober 1937 schließlich vollends aufgelöst wurde, kam es auch zum Verkauf der Synagoge an die örtliche Milchgenossenschaft, die das Gebäude zur Milchsammelstelle umgebaut hat. Das Milchhaus wurde 1970 geschlossen und an privat verkauft. Später wurde es zu einem Wohnhaus umgebaut, wobei man den ursprünglich etwas von der Straße zurückgesetzten Baukörper bis an den Straßenrand erweitert hat.